# Ernest Maragall
Pour les articles homonymes, voir Maragall.
Ernest Maragall i Mira, né le 5 janvier 1943 à Barcelone, est un homme politique catalan, membre de la Gauche républicaine de Catalogne (ERC).

## Biographie

### Origines
Il est le petit-fils du poète Joan Maragall et le frère de Pasqual Maragall, président socialiste de la Généralité de Catalogne entre 2003 et 2006 et maire de Barcelone entre 1982 et 1997.

### Parcours politique

#### Au sein du PSC
Il est membre du comité de direction du Parti des socialistes de Catalogne (PSC), secrétaire du gouvernement catalan entre 2003 et 2006, conseiller d'éducation du gouvernement la Généralité de Catalogne entre 2006 et 2010, et député du Parlement de Catalogne de 2006 jusqu'à sa démission le 11 octobre 2012.

#### Évolution vers le catalanisme
Entre novembre et décembre 2012, il participe à la fondation d'un nouveau parti catalan d'idéologie nationaliste et socialiste nommé Nouvelle Gauche catalane (Nova Esquerra Catalana), qu'il préside dans son étape initiale. Celui-ci fusionne deux ans plus tard avec le Mouvement Catalogne (ca) pour former le Mouvement des gauches.
Lors des élections au Parlement Européen de 2014, il est élu député européen sur la liste ERC-NECat-La Gauche pour le droit de décider. Il siège au sein du groupe des Verts/Alliance libre européenne jusqu'à sa démission le 30 décembre 2016.

#### Au sein d'ERC
Lors des élections au Parlement catalan du 21 décembre 2017, il est élu député sur la liste Gauche républicaine de Catalogne - Catalogne oui et siège à compter du 17 janvier 2018. En mai, il rejoint alors ERC. Le 19 mai suivant, il est nommé conseiller à l'Action extérieure, aux Relations institutionnelles et à la Transparence dans le gouvernement formé par le président de la Généralité Quim Torra, qui entre en fonction le 1er juin.
En septembre 2018, il est désigné par ERC comme candidat au poste de maire de Barcelone pour les élections municipales de 2019. Il arrive au coude-à-coude (21 %) avec sa principale opposante, Ada Colau, maire sortant qui est finalement réélue .
Comme pour d'autres personnalités engagées en faveur de l'indépendance de la Catalogne, son téléphone portable a été visé par le logiciel espion Pegasus entre 2017 et 2020.